# Bobby Madden
Bobby Madden (eigentlich Robert Madden; * 25. Oktober 1978) ist ein schottischer Fußballschiedsrichter.

## Karriere
Bobby Madden leitet seit dem Jahr 2002 Spiele in der Scottish Football League. Ab 2008 pfiff er Spiele der Ersten Liga, der Scottish Premier League und der späteren Scottish Premiership. Ab 2010 wurde er als FIFA-Schiedsrichter im Europapokal und bei internationalen Länderspielen eingesetzt.
In der Spielzeit 2014/15 leitete Madden das Endspiel um den Schottischen Ligapokal.
Bis zur Saison 2022/23 zählte er zur Gruppe der UEFA-First-Category-Schiedsrichter.

### Einsätze in Länderspielen
| Anlass           | Datum         | Spielort | Heimmannschaft | Gastmannschaft | Ergebnis  |
| ---------------- | ------------- | -------- | -------------- | -------------- | --------- |
| WM-Qualifikation | 7. Sep. 2012  | Hannover | Deutschland    | Färöer         | 3:0 (1:0) |
| WM-Qualifikation | 6. Sep. 2013  | Kasan    | Russland       | Luxemburg      | 4:1 (2:0) |
| EM-Qualifikation | 13. Okt. 2014 | Riga     | Lettland       | Türkei         | 1:1 (0:0) |